# Istarske toplice
Istarske toplice – uzdrowisko w Chorwacji, w żupanii istryjskiej, w miejscowości Gradinje.
Jest położone w dolinie rzeki Mirna, 11 km od Buzetu. Charakteryzuje się źródłami radioaktywnych wód siarczanowo-chlorkowo-sodowo-wapniowych. Leczy się tu schorzenia górnych dróg oddechowych, choroby reumatyczne i dermatologiczne.